# David Gauthier
David P. Gauthier (Toronto, 10 de septiembre de 1932-9 de noviembre de 2023) fue un filósofo canadiense-estadounidense que sostiene una teoría moral contractualista neo-hobbesiana y liberal en su libro La Moral por Acuerdo (Morals by Agreement, 1986). Desde 1980 es profesor emérito del Departamento de Filosofía en la Universidad de Pittsburg.

## Teoría moral
Su teoría moral se distingue como un intento de racionalizar a la moral a partir de la Teoría de la Elección Racional y Teoría de Juegos. Es una respuesta crítica al contractualismo de John Rawls y al utilitarismo de John Harsanyi. Además de estos autores, se inspira ampliamente en James M. Buchanan, Robert Nozick, Ronald Dworkin, David Hume, Immanuel Kant, John Locke, Jean Jacques Rousseau y, evidentemente, Thomas Hobbes.
Al respecto de su obra, James M. Buchanan, menciona que "considerada como un gran argumento cuya conclusión es que las personas deberían (y posiblemente tienen que) adoptar la actitud moral incorporada en la estructura de Gauthier, la empresa logra ampliamente su objetivo". Mientras que, John Rawls en su obra Liberalismo político juzga: "Lo mejor que podemos hacer al respecto es demostrar que los intentos serios (el de Gauthier es un ejemplo de esto) para derivar lo razonable de lo racional no tienen éxito, y que incluso cuando parecen tener éxito, en algún punto se apoyan en condiciones que expresan lo razonable mismo".

## Obras

### Libros
- Practical Reasoning: The Structure and Foundations of Prudential and Moral Arguments and Their Exemplification in Discourse (Oxford: Clarendon Press, 1963).
- The Logic of Leviathan: The Moral and Political Theory of Thomas Hobbes (Oxford: Clarendon Press, 1969).
- Morals by Agreement (Oxford: Oxford University Press, 1986; edición en español La moral por acuerdo, Madrid, Gedisa, 1994, Traducción de Pedro Francés ).
- Moral Dealing: Contract, Ethics, and Reason (Ithaca, Cornell University Press, 1990).
- Rousseau: The Sentiment of Existence (Cambridge: Cambridge University Press, 2006).

### Compilaciones de artículos
- Egoísmo, moralidad y sociedad liberal, 1998, Barcelona: Paidós. Compilador y Traductor Pedro Francés.
- Contractarianism and Rational Choice: Essays on David Gauthier's Morals by Agreement,1991, New York: Cambridge University Press. Editor Peter Vallentyne.
- Rationality, Justice and the Social Contract: Themes from Morals by Agreement, 1993, Hertfordshire: Harvester Wheatsheaf. Editores David Gauthier y Robert Sugden.

## Honores
El asteroide (15911) Davidgauthier fue nombrado en su honor.